# Emblyna olympiana
Emblyna olympiana là một loài nhện trong họ Dictynidae.
Loài này thuộc chi Emblyna. Emblyna olympiana được Ralph Vary Chamberlin miêu tả năm 1919.